# Lloyd Sharrar
Lloyd Sharrar (Meadville, 27 febbraio 1936 – Lincoln, 30 gennaio 1984) è stato un cestista statunitense.

## Carriera
Sharrara frequentò disputò tre stagioni alla West Virginia University; è tra i soli tre giocatori dei Mountaineers (gli altri due: Warren Baker e Jerry West) ad aver superato i 1 000 punti realizzati (ne mise a segno 1 101).
Venne selezionato dai Philadelphia Warriors come 13ª scelta assoluta al Draft NBA 1958; Sharrar tuttavia non giocò mai in NBA. Militò successivamente in Amateur Athletic Union nei Vickers Oilers, nei Cleveland Pipers, negli Akron Wingfoots.

## Palmarès
- NCAA AP All-America Second Team (1958)